# Marek Walburg
Marek Walburg (ur. 16 września 1976 w Szczecinie) – polski piłkarz grający na pozycji obrońcy.
Walburg jest wychowankiem Pogoni Szczecin. Debiut w I lidze zaliczył w meczu przeciwko Hutnikowi Kraków 26 listopada 1994 (1-1). W rodzimym klubie występował z krótkimi przerwami (Błękitni Stargard, Chemik Police) do końca sezonu 2002/2003.
Później występował w Widzewie Łódź, klubie z III ligi duńskiej – kopenhaskim Boldklubben af 1893 i II-ligowym Świcie Nowy Dwór Mazowiecki (12 występów, 1 bramka).
Broniąc barw Pogoni, w ciągu 8 sezonów rozegrał 77 spotkań w ekstraklasie zdobywając 1 bramkę, w 58 min. wyjazdowego meczu w Ostrowcu Świętokrzyskim z miejscowym KSZO (19 kwietnia 2003, 1-0).
W sumie w I lidze rozegrał 98 meczów (77 w Pogoni-1 gol, oraz 21 w Widzewie).
W 1999 r. pojechał z kadrą U-23 na turniej towarzyski do Argentyny, gdzie wystąpił w 2 meczach.
Jesienią 2006 rozegrał towarzysko kilka spotkań w zespole rezerw Pogoni, by w lipcu 2007 r., po przejęciu klubu przez nowych właścicieli, ponownie zostać piłkarzem pierwszej drużyny Pogoni Szczecin, grającej w IV lidze.